# Kuacjok
Kuacjok è la capitale dello stato del Warrap nel Sudan del Sud.
La città si trova a nord di Wau. Qui, nel 1923, venne fondata la seconda stazione missione cattolica in territorio Dinka